# Железнодорожная катастрофа в Буэнос-Айресе (2012)
Железнодорожная катастрофа в Буэнос-Айресе (также именовалась в СМИ Трагедия на станции им. 11 сентября) — железнодорожная катастрофа, произошедшая в среду, 22 февраля 2012 года, в 8:33 утра, когда поезд № 3772 с регистрационным номером рейса 16, который должен был прибыть к платформе 2 станции им. 11 сентября (обычно называется Once), не смог остановить движение и врезался в систему сдерживающих рельсовых буферов этой станции. Состав, включавший восемь вагонов, в самый час пик перевозил более 1200 пассажиров. 51 человек погиб и более 702 получили ранения. Родственники жертв впоследствии увеличивали число погибших до 52 с учётом нерождённого ребёнка.
Эта железнодорожная катастрофа стала третьей по числу жертв в Аргентине после катастрофы в 1970 году в Бенавидесе, когда погибло 236 человек, и катастрофы, произошедшей в городе Са Перейра в 1978 году, которая привела к гибели 55 человек.
Со своей стороны президент страны Кристина Фернандес де Киршнер объявила о 48-часовом национальном трауре; с таким же заявлением выступили глава правительства Буэнос-Айреса Маурисио Макри, установивший траур в городе, и Даниэль Сиоли, губернатор провинции Буэнос-Айрес, постановивший сделать это же во всей провинции. Карнавальные торжества, запланированные на эти дни, были приостановлены в Буэнос-Айресе и по всей стране.